# Алертсхаузен
Алертсхаузен (нем. Alertshausen) — поселение сельского типа в составе города Бад-Берлебург в районе Зиген-Виттгенштайн (земля Северный Рейн-Вестфалия, Германия). Населённый пункт был включён в состав Бад-Берлебурга после реформы местного самоуправления 1975 года. До этого времени был независимым муниципалитетом администрации Арфельда тогда ещё существовавшего района Виттгенштайн.

## География

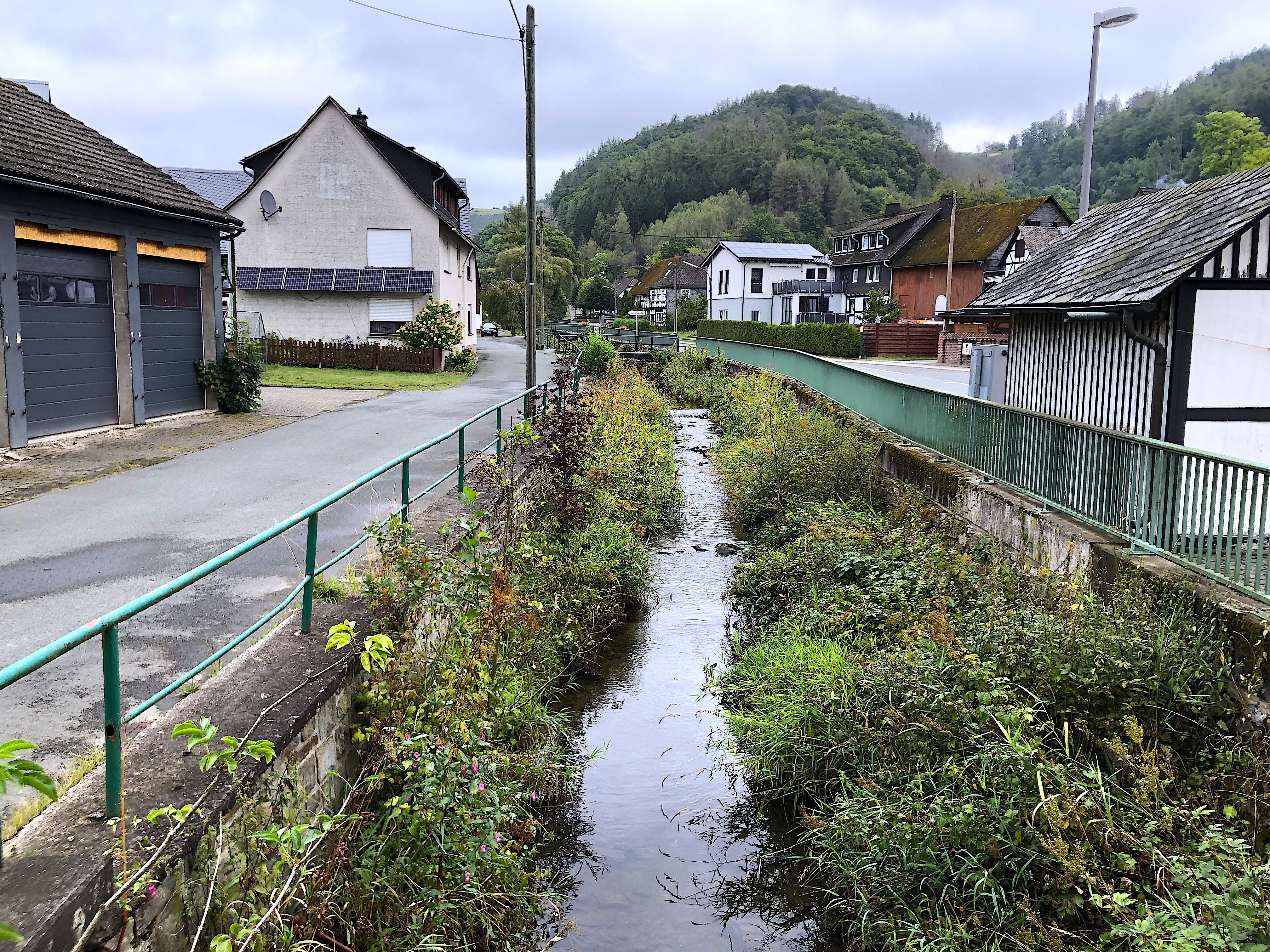
Водоток Эльзофф в Алертсхаузене

Алертсхаузен расположен в юго-восточной части федеральной земли Северный Рейн-Вестфалия в восточной части земли Виттгенштайн, в непосредственной близости от границы с землёй Гессен. Через город проходит дорога земельного значения L877. Самая высокая из окружающих вершин - Хоэ Варте  (645 м, в составе горного массива Ротхаргебирге, на территории земли Гессен, на удалении 1 км от Алертсхаузена).
По территории поселения проходит линия естественного водотока Эльзофф (приток Эдера), через который переброшено несколько мостов и более десятка небольших пешеходных мостиков). Раннее в Алертсхаузене на Эльзоффе работали три мельницы. Две из низ (Верхняя и Нижняя) использовались по своему сельскохозяйственному назначения, а третья — в качестве лесопилки, для обработки местной древесины.

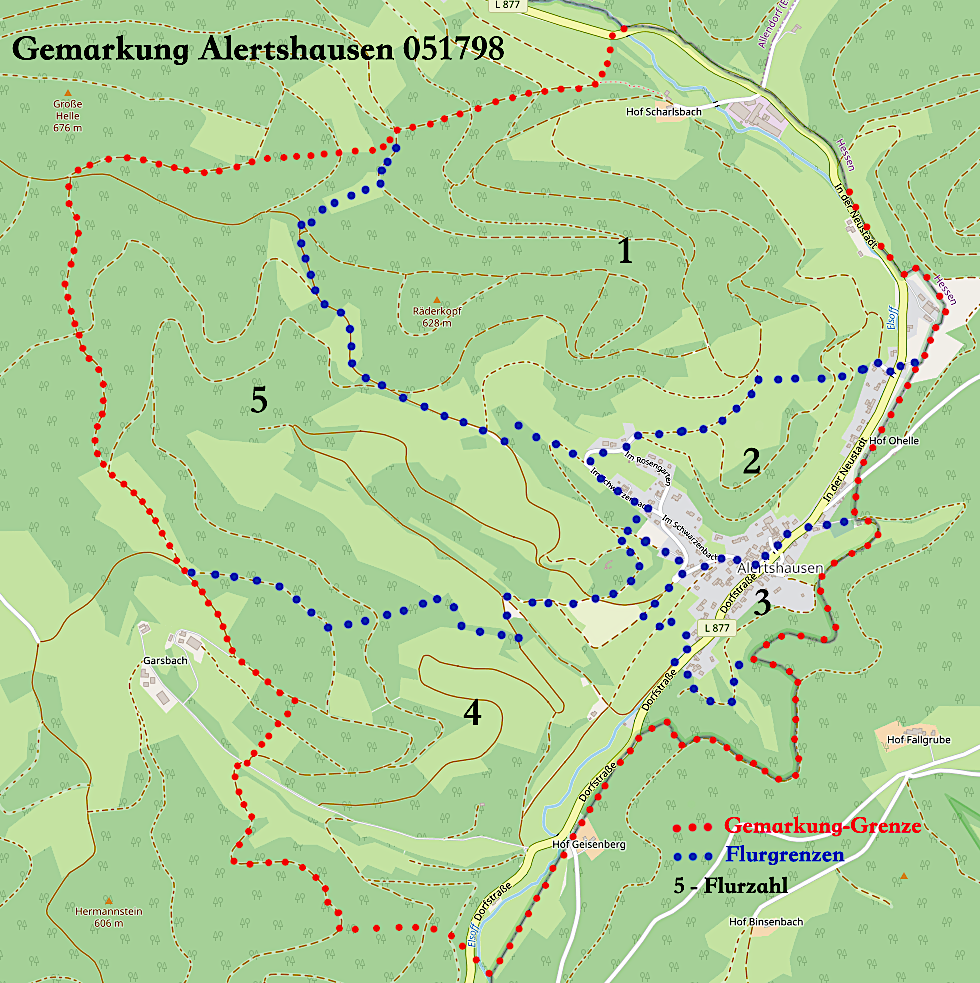
Гемаркунг Алертсхаузен

### Землепользование
Территория поселения в земельном кадастре Германии носит код 051897 (05 — код земельного кадастра Северного Рейна-Вестфалии) и называется «Гемаркунг Алертсхаузен 051879». Этот земельный кадастровый район разделён на 5 подрайонов (флюры 1-5), которые, в свою очередь делятся на земельные участки (флюрштюки). Всего в гемаркунге Алертсхаузена насчитывается 171 земельный участок.

## История

### Ранняя история
История заселения территории восходит к VIII веку. В то время, во времена правления Карла Великого, произошло фактическое заселение Виттгенштайнер-Ланд. Франки правили южной частью современной Германии. Северная часть была сформирована саксами. Франкония и Саксония были прямыми конкурентами в структурах власти того времени. Намерения франков состояло в том, чтобы защитить Гессенгау от военных вторжений саксов. Кульминацией этих споров стали Саксонские войны 772–804 годов. В 778 году близ гессенского города Лаиса произошла битва между соперниками. В 1747 году в Алертсхаузене были найдены монеты возрастом 1000 лет. Можно предположить, что эти монеты были утеряны проходящими в походе войсками. Нельзя с уверенностью сказать, имело ли место постоянное поселение в Алертсхаузене в это время. После полного подчинения саксов последовало запланированное заселение сегодняшней Виттгенштайнер-Ланд, в том числе и долины Эльзоффа. Впервые в официальном документе поселение упоминается под 1059 годом.
В этом году благородный рыцарь-землевладелец Буобо фон Эльзофф завершил отделение своей церкви от основной земельной церкви. Чтобы иметь возможность проводить литургию, крещение и отпевать усопших в Эльзоффе, он передал часть своих земель основной земельной церкви. Деревни Шварценау, Беддельхаузен, Эльзофф и Алертсхаузен фигурируют в этом сопроводительном документе. В нём также названы деревни Госперсхаузен, Брайтенделле, Райена и Ляйнефа, которые опустели в XIV веке.

#### Первое поселение
Алертсхаузен был впервые заселён во время правления Генриха IV. Документ (калькуляция) из архива Витгенштейна XVIII века показывает, что дворянин Буобо фон Эльсофф, по преданию, был землевладельцем из Дома Олленде (район Марбург). В Эльзоффе «на Шайде» в 1059 г. осуществил отделение от материнской церкви.
Церковная жизнь указанной местности тогда зависела от материнской церкви в Раумланде (Румландун). Но для того, чтобы иметь возможность самостоятельно проводить литургию, крещение, а также отпевание усопших в церкви в Эльзоффе, Буэбо передал часть своих земель церкви в Раумланде, которую он получил при архиепископе Луобольде из епархии Майнца. Его поместье простиралось на несколько поселений: Шварценау, Беддельхаузен, Эльзофф и Алертсхаузен. Были также Госперсхаузен, Брайденделле, Райена и Лейнефа. Когда и почему последние указанные поселения опустели, установить невозможно; вероятно, в период великого исхода населения в XIV веке.
Алертсхаузен, находившийся на внешней окраине владений вышеупомянутого Буобо, находился под влиянием правления рыцарской династии Диденсхаузенов, впервые упомянутой в 1194 году. Считается, что на месте сегодняшней часовни в Дидерсхаузене стоял рыцарский замок. Остатки фундамента того времени были обнаружены во время ремонтных работ. Рыцарями были Бургманнен цу Гессен Баттенберг, а также выборщик Кёльна Бургманнен цу Халленберг. Земли их владений были широко разбросаны. Недвижимость присутствовала как в долине Эдера, так и в районе границы Виттгенштайн-Гессен и в долине Эльзоффа. Сюда была включена недвижимость в Алертсхаузене.
Династия Диденсхаузенов оказалась без наследников в конце XIV века. В 1394—1395 годах наследство перешло к семье Фирмюнден. От них право собственности перешло к семьям фон Дерш, фон Винтер и Графшафт. Имущество Диденсхаузена в Алертсхаузене было внесено в реестр монастыря Хайны примерно с 1250 года. В нём говорится: «Амельберт фон Баттенберг (Баттенбург) обменял собственность в монастыре Хайна в Монхаузене (Манхузен) на другое в Алертсхаузене (Альдольфехузен), которое Годеберт д. А. фон Диденсхаузен (Дедильсхузен) перевёл в монастырь».
Другие документы (Государственный архив Дармштадта) относят историю к 8 сентября 1394 года, когда Герлах фон Диденсхаузен уступил несколько владений и прав рыцарям Фирмюнден в счет погашения долгов. Кроме всего прочего, сюда вошёл и Алертсхаузен.

### Средневековая деревня
Феод Эльзофф впервые упоминается в 1194 году. Алертсхаузен являлся частью феода и, таким образом, не зависел от графов Витгенштейнов. После обретения независимости графами Витгенштейнами в 1238 году, около 1250 года на горе Хоэ Варте было построено замковое укрепление. Этим была определена чёткая границу между Баттенбергами и Витгенштейнами. Этот комплекс на горе не был замком в классическом смысле. Возвращаясь к названию «Хоэ Варте» ("Высокое Сторожевое укрепление") можно предположить, что это была скорее смотровая башня с валом. Остатки комплекса использовались для строительства местных мостов в начале XX века.

#### Деревня как часть феода Эльзофф
Первое документальное свидетельство о феоде датируется 1194 годом архиепископом Конрадом фон Майнцем. Архиепископ передал полномочия феода, то есть осуществление управления и юрисдикции, графу Видекинду и его брату Фольквину фон Наумбургу (район Вольфхаген). В качестве свидетелей названы граф Вернер фон Витгенштейн, Готфрид фон Хацфельд и Годеберт фон Диденсхаузен. Из-за родственных связей между графами Наумбург и Буобо, которые фигурируют в первом документе о заселении Алертсхаузена и которые, в свою очередь, были связаны с графами Холленде (район Марбург), феод мог принадлежать правителям Майнца ещё в 1059 году.
Графы Наумбургские вымерли в 1276 году. В 1428 г. граф Иоганн фон Витгенштейн становится владельцем феода. Нельзя с уверенностью сказать, кто в указанный промежуток времени контролировал феод.
В 1464 году ландграфство Гессен приняло под своё управление администрацию Баттенберга. По указанию ландграфа управление конторой взял на себя рентмастер (глава церковного финансового управления), который также председательствовал в окружном суде в Баттенберге. Окружной суд феода Эльзофф также был его частью. В 1506 году графство Виттгенштайн впервые было разделено. Сыновья графа Эберхарда разделили власть и управление в регионе. Старший сын, граф Вильгельм, получил город Ласфе с замком Виттгенштайн и администрациями Виттгенштайн и Рихштайн. Алертсхаузен также попал под власть графа Вильгельма как часть феода Эльзофф.

### Новое время

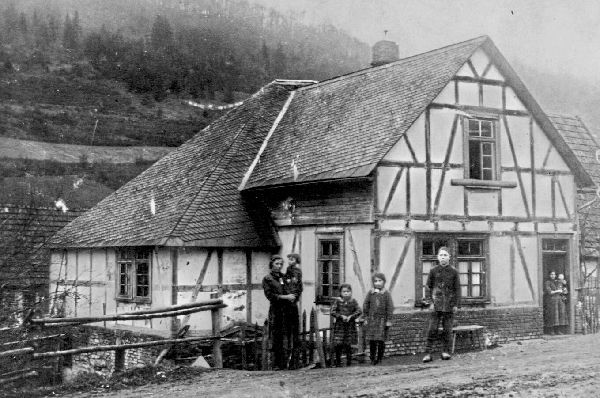
Гарсмюле (нижняя мельница). Ныне не существует.

Серьезным изменением стала Реформация, проведенная графами Витгенштейнами в 1534 г. Население Алертсхаузена перешло из католической веры в реформатскую. В это время, в 1553 году, впервые упоминается местная часовня. Первая покупка колокола для ней состоялась в 1647 году.
Тридцатилетняя война (1618-1648 гг.) сильно повлияла на Алертсхаузен. Постои, грабежи и две эпидемии чумы в 1625 и 1636 годах унесли жизни почти 2/3 населения и столько же домов было разрушено. По окончании этого массового вымирания выяснилось, что Алертсхаузен оказался самой обезлюдевшей деревней не только в феоде, но и во всём графстве Виттгенштайн.
В 1629 году в Алертсхаузене была осуждена ведьма. Ей оказалась Маргарете фон Алертсхаузен, жившая в деревне, была арестована, обезглавлена и сожжена в замке Виттгенштайн. Через год некто Мебес (Варфоломея) также оказалась жертвой святой инквизиции. 10 июня 1630 года слуга Мебес был арестован в Алертсхаузене, доставлен в замок Виттгенштайн и брошен в темницу. 11 июня 1630 года состоялся первый допрос. Так продолжалось до 9 июля 1630 года. В этот день он был признан виновным в колдовстве и сожжён на костре.

#### Тридцатилетняя война
Ужасы Тридцатилетней войны добрались до Алертсхаузена в 1622 году, через четыре года после её начала. Обязательные поборы с расквартированием католических войск до 1627 г. приводили к обеднению целых регионов, поскольку приходилось оплачивать не только жильё, но и пищу, и заработную плату. Нужда и нищета были вездесущими. Снова и снова происходили грабежи так называемых «бродячих партий» в регионах Кёльнского курфюршества.
Соседняя деревня Диденсхаузен была превращена в руины в 1633 году. Чтобы иметь возможность предотвратить новые нападения банд, население выставляло часовых на горах и деревьях. Эти посты должны были заблаговременно предупредить жителей деревень, чтобы скот и имущество могли быть выведены и вывезены в безопасное место. Однако значительных успехов эта служба безопасности не принесла, и бандитская деятельность продолжалась.
В 1634 г. из Алертсхаузена было похищено 15 лошадей, 80 однолетних голов крупного рогатого скота и 400 овец. Также были украдены мебель и одежда. Чтобы иметь возможность вернуть украденных животных и предметы домашнего обихода, жители Алертсхаузена подали прошение графу, поскольку некоторые гессенские полки были развёрнуты для защиты населения Виттгенштайна.
Промежуток между 1634-1637 годами стал наиболее худшим для Алертсхаузена и всего региона. Основной причиной было расквартирование имперских и дармштадтских войск. Это заставило население Алертсхаузена покинуть дома и дворы. Чтобы иметь возможность жить, вражеские войска двинулись к Эльзоффу.
Численность населения резко упала из-за всех этих обстоятельств, из-за голода и изгнания, а также из-за чумы (1624, 1636). В списке подданных графа в 1627 г. в Алертсхаузене было заселено 28 домов. В 1644 г. было всего семь жилых, два пустых и двенадцать сгоревших. Большое количество сгоревших домов, вероятно, связано с пожаром незадолго до 1644 года. Но это только предположение. Более вероятна связь несчастий с уже упомянутыми рейдами.
С 1638 г. жизнь в деревне стала постепенно налаживаться. Также с 1639 по 1642 год Алертсхаузен был свободен от постоев и набегов. Тем не менее налоги приходилось платить командирам войск с обеих сторон. Несмотря на это продолжающееся высокое финансовое бремя, земля и домашний скот стали восстанавливаться.
В 1645 году война вспыхнула с новой силой. Причиной этого было отвоевание Верхнего Гессена под французским и шведским руководством, так называемая «Гессенская война», задуманная ландграфиней Амалией Элизабет Гессенской. В 1648 году при переходе войск через Алертсхаузен, Эльсофф и Беддельхаузен было потеряно 27 коров, 8 голов другого крупного рогатого скота, 145 овец, 44 свиньи и два телёнка. Шведский марш снова привёл к потере  15 лошадей, 50 коров, 43 голов другого крупного рогатого скота, 202 овец, 61 свиньи и трёх телят.

#### Крестьянская война

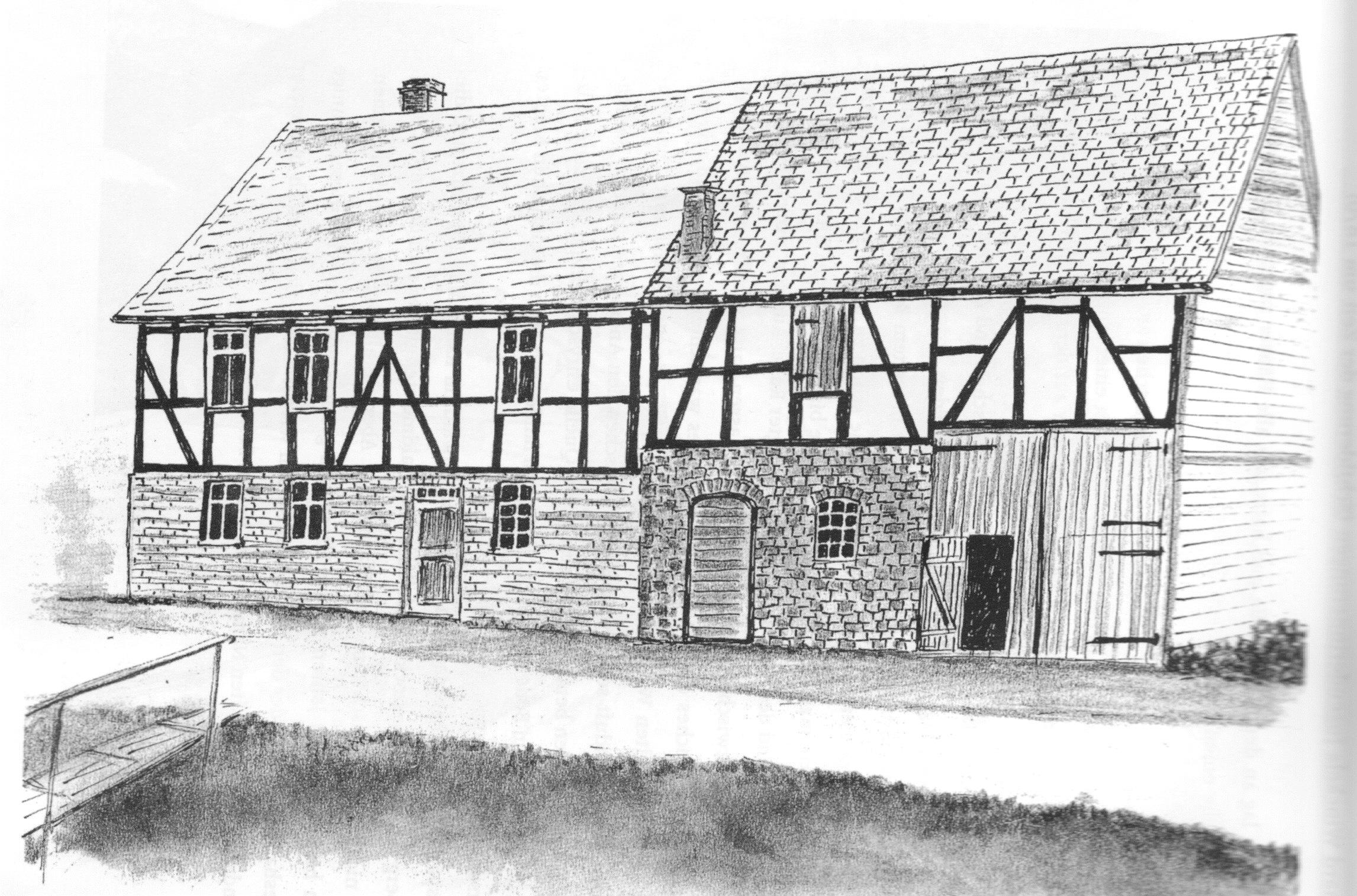
Бывшая верхняя мельница

Поскольку крестьяне принадлежали феоду Эльзофф, они никогда не были крепостными. Крепостное право было введено в 1696 г. указом графа. Однако это не было признано и отвергнуто жителями Алертсхаузена. Граф Витгенштейн не оставил попыток превратить графство в крепостное владение. Это привело к новой попытке  восстановления крепостного права в 1724 году. Но в 1725 г. крестьянские хозяйства восстали. Кульминацией этого столкновения интересов стала стычка 11 октября 1725 года. Пятеро Эльзофферов, один Алертсхаузер и один Беддельхаузер погибли. Другая сторона также понесла потери. 13 октября 1724 года суд Императорской палаты признал владельца феода виновным в мятеже. Феод должен был компенсировать принудительный труд, заплатив 1 млн. 479 тыс. 782 рейхсталера. Из-за дальнейших встречных судебных исков этот большой долг так и не был возвращён. В качестве замены была введена "плата за обслуживание".

### Дальнейшие события

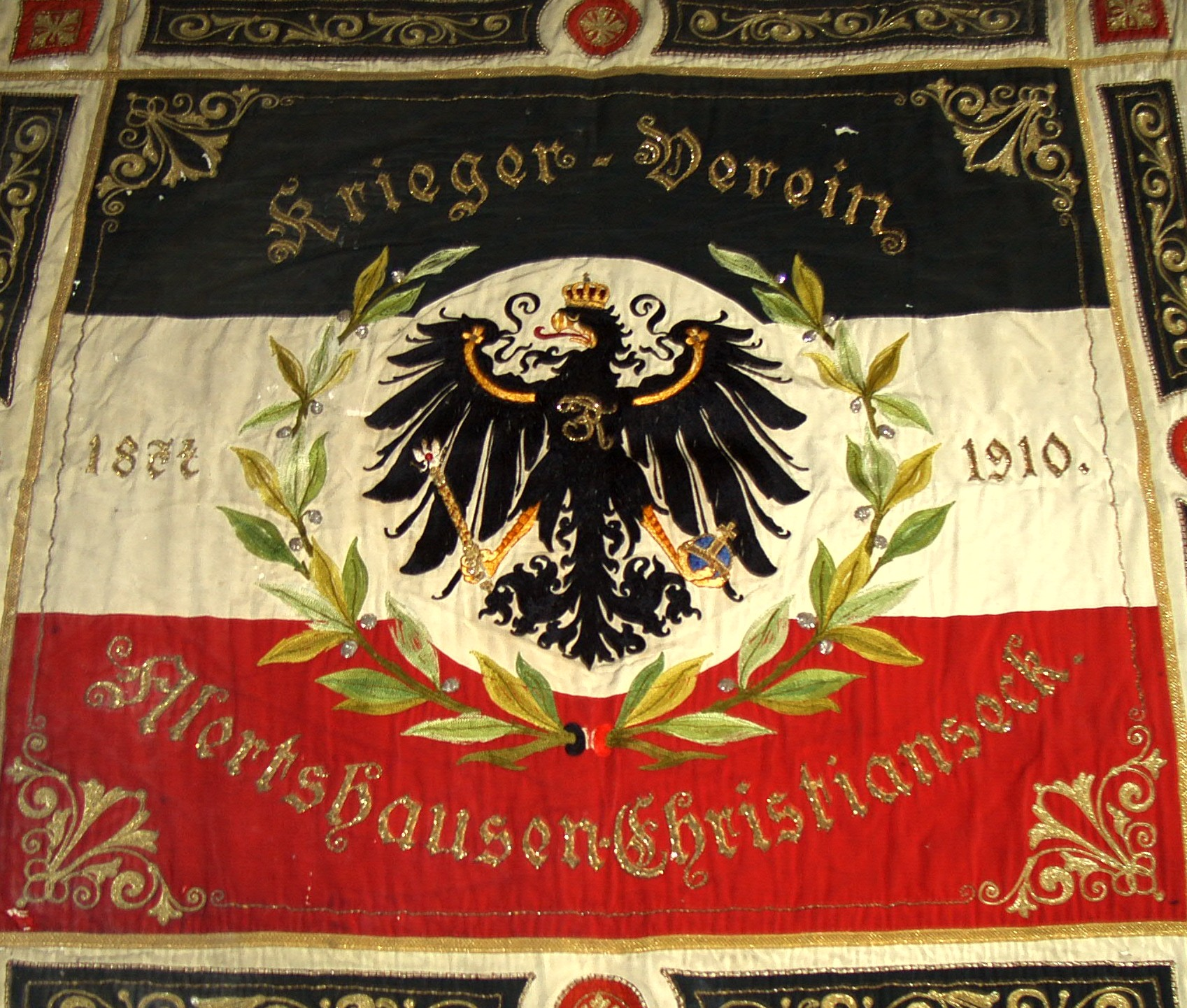
Знамя бывшей ассоциации воинов Алертсхаузена

4 октября 1785 года окончательная граница Виттгенштайна-Гессена была отмечена 44 пронумерованными пограничными камнями. В 1801 году ветхую часовню снесли. 24 октября 1802 года состоялось освящение новопостроенной церкви. В 1865 году в Алертсхаузене начался короткий период добычи полезных ископаемых на руднике Райнхольда. Но уже в 1891 году карьерные работы были прекращены. Местная ассоциация воинов была основана в 1874 году и действовала небольшое время даже после окончания Второй мировой войны. В 1894 году был основан мужской хор, который сегодня выступает как смешанный хор. В 1899 году была построена сельская школа.
В 1918-1919 годах испанский грипп в Алертсхаузене и долине Эльзоффа унёс многочисленные жертвы. Долина Эльзоффа стала одной из наиболее сильно пострадавших регионов административного округа Арнсберг.
В 1920 году муниципальное собрание решило, что Алертсхаузен должен быть подключен к электросети. В 1921 году была построена трансформаторная будка. Затраты составили 17 тыс. 905,02 марки. Осенью этого же года в Алертсхаузене зажглись первые лампочки. Внешние хуторские поселения были подключены 18 июля 1923 года.
Обеспечение населения питьевой водой завершилось в 1911 году строительством водопровода. В 1834 г. на основании приказа уездной администрации была создана пожарная команда. В 1859 году компания Grell в Вецларе купила ручной нагнетательный насос, работающий и сегодня. Но поскольку выездная пожарная команда работала недостаточно оперативно, в 1934 году была создана местная добровольная пожарная охрана.

### Современность
В соответствии с законом Зауэрланда-Падерборна от 5 ноября 1974 года Алертсхаузен потерял свою коммунальную независимость и вошёл в состав Бад-Берлебурга. Закон вступил в силу 1 января 1975 года.
В 1967 году было основано краеведческо-транспортное объединение. В 1988 году деревенская молодежь объединила свои усилия, чтобы основать "Ассоциацию медведей". В 2002-2003 годах Алертсхаузен был подключен к общественной канализационной системе.

## Галерея 1

Зимний Алертсхаузен
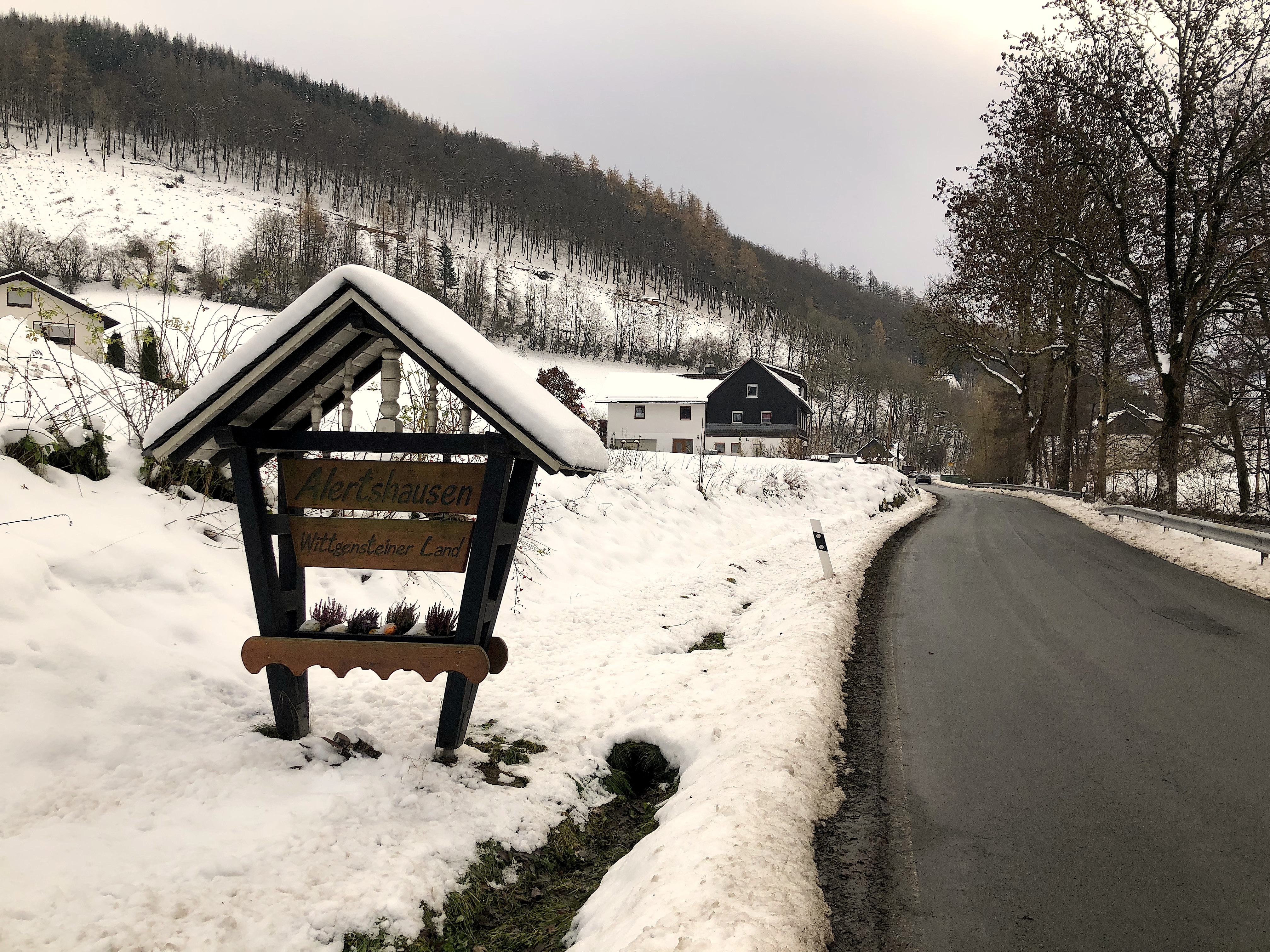
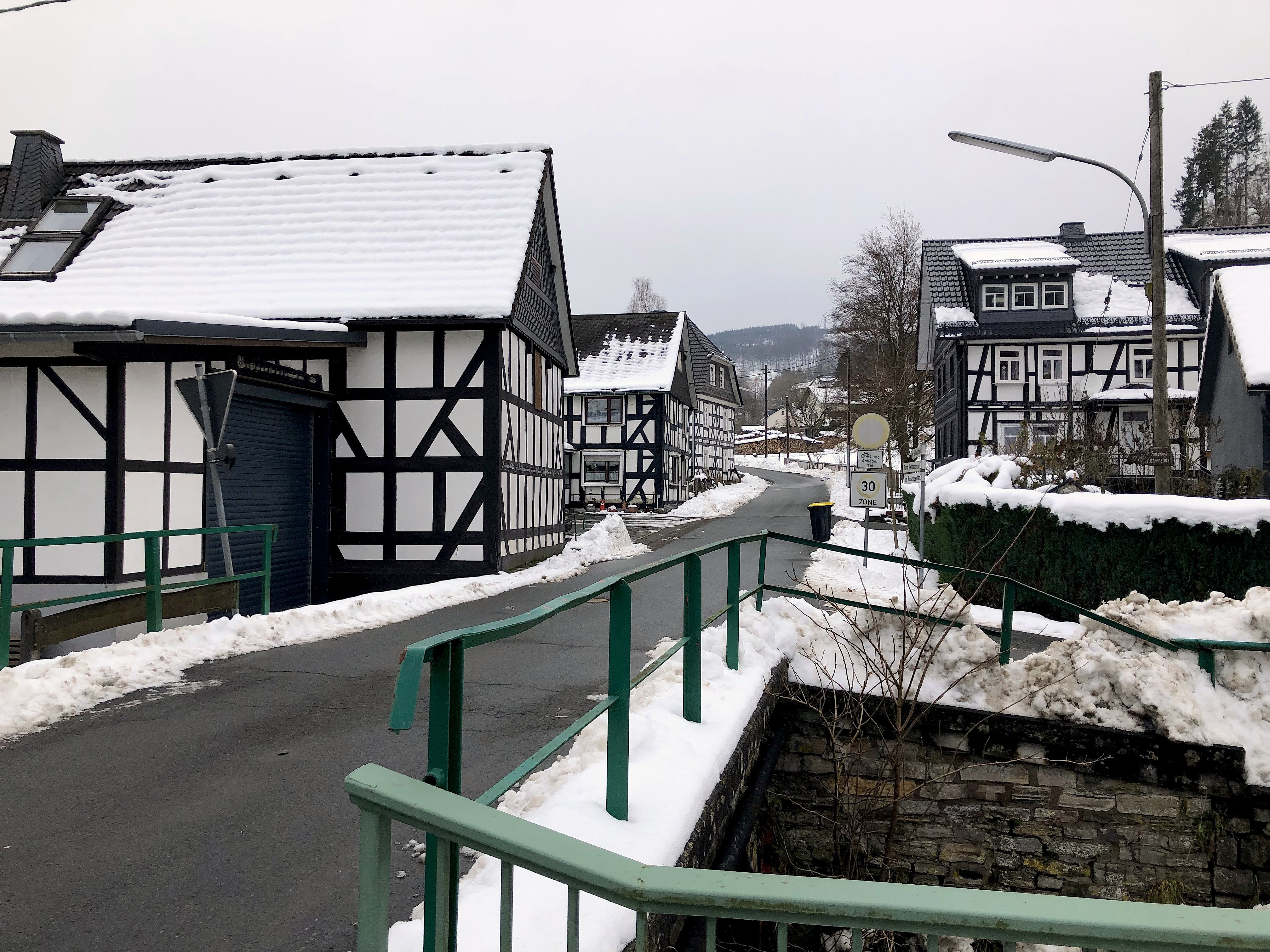
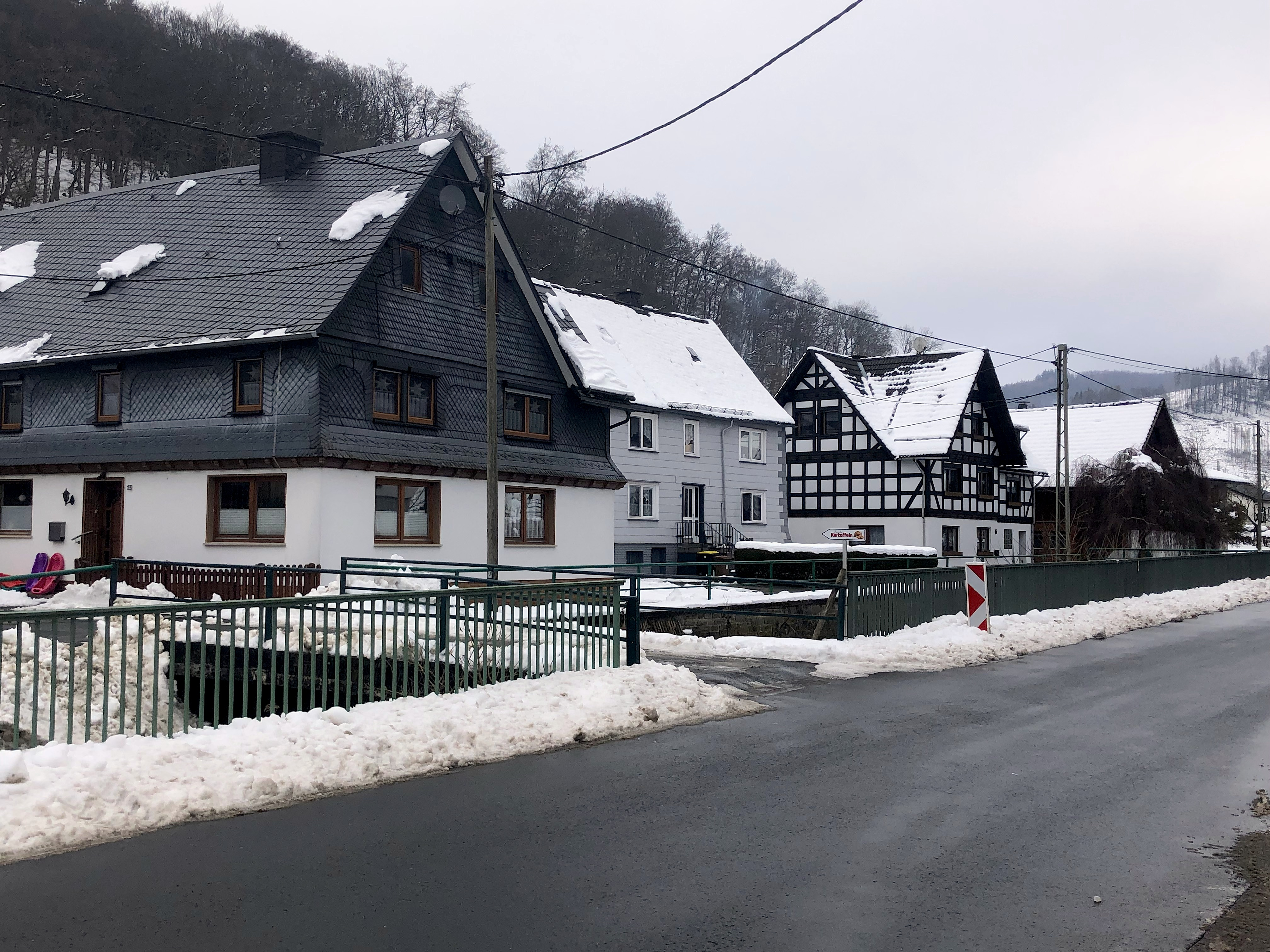
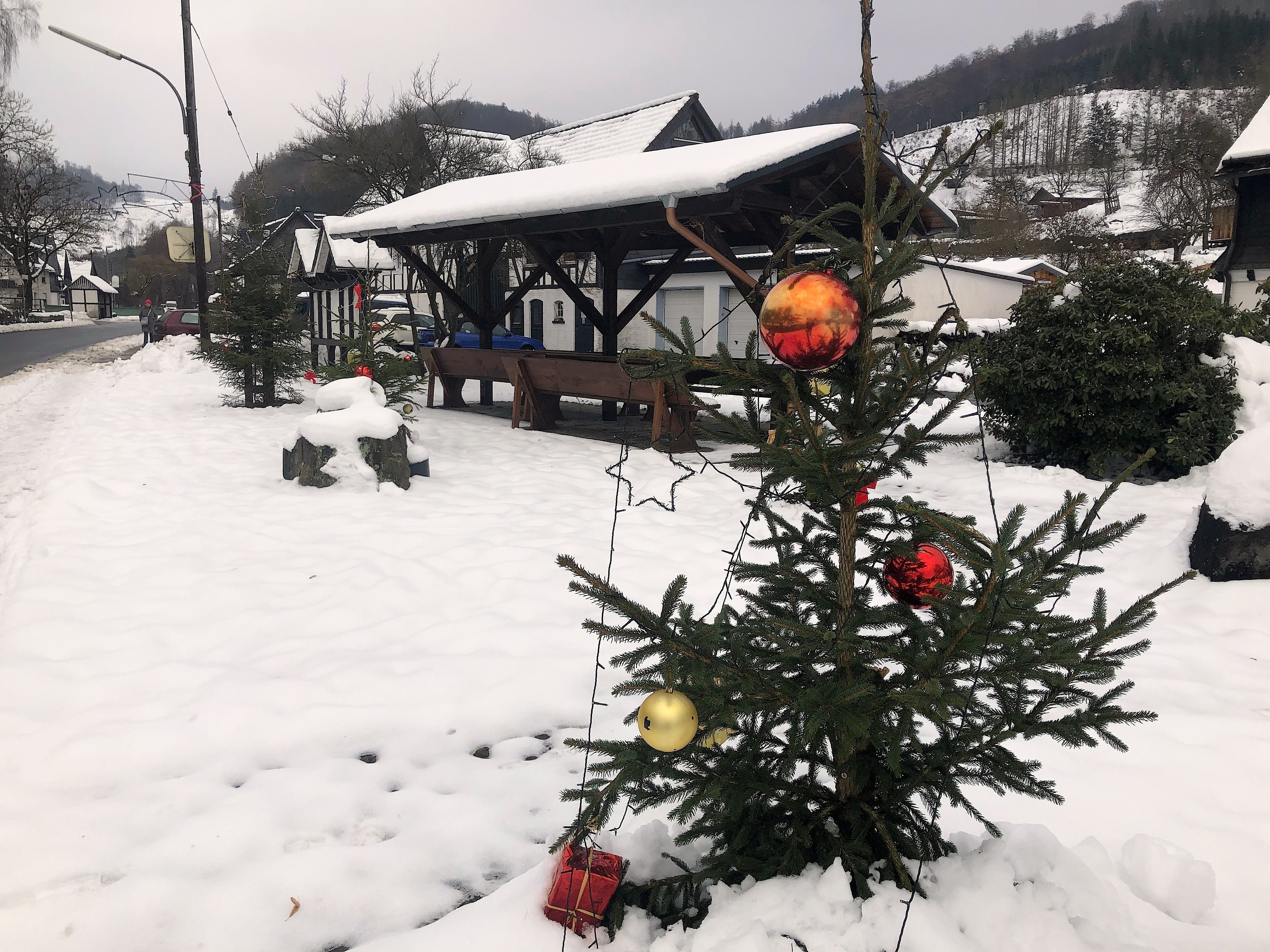
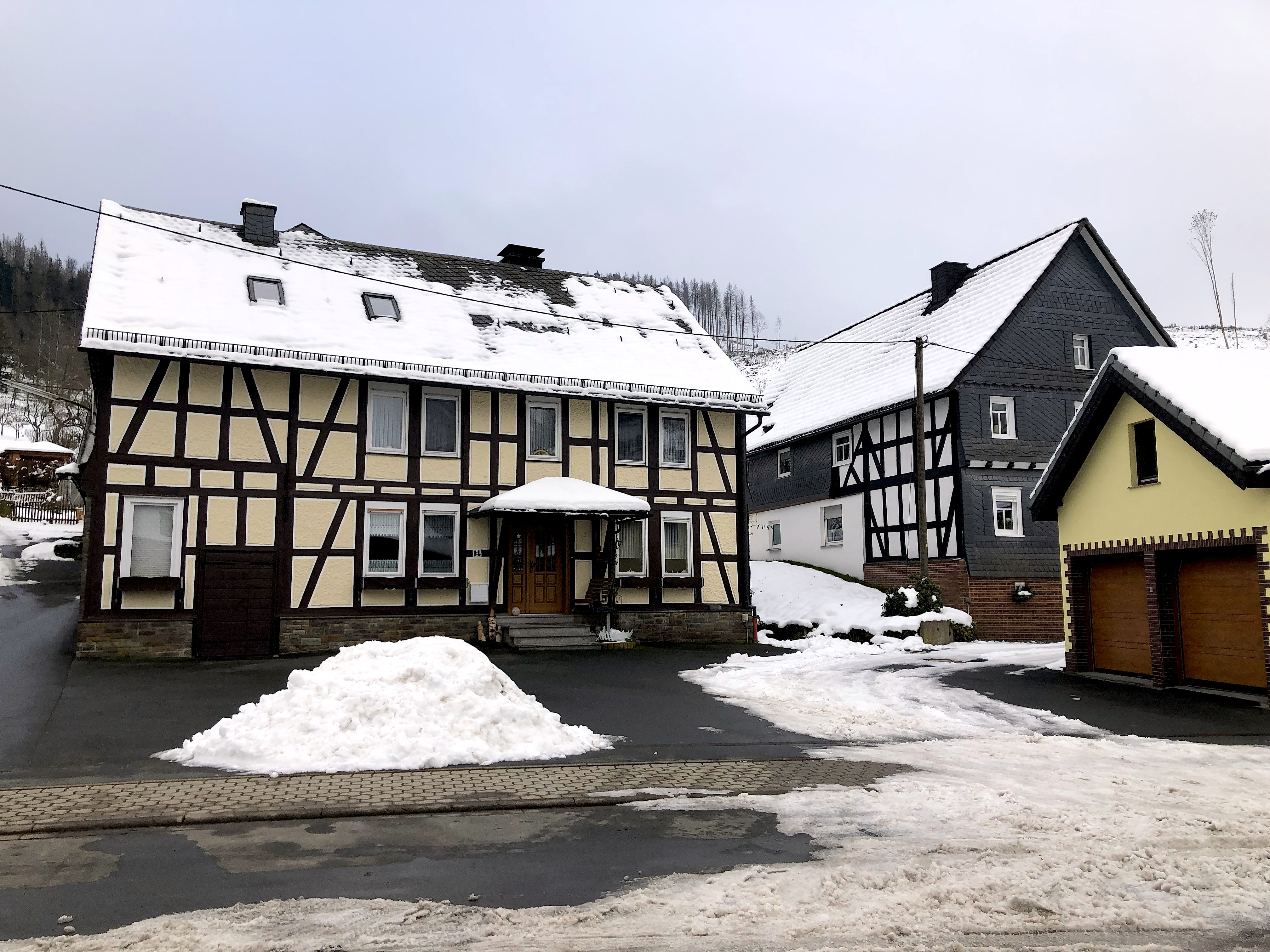
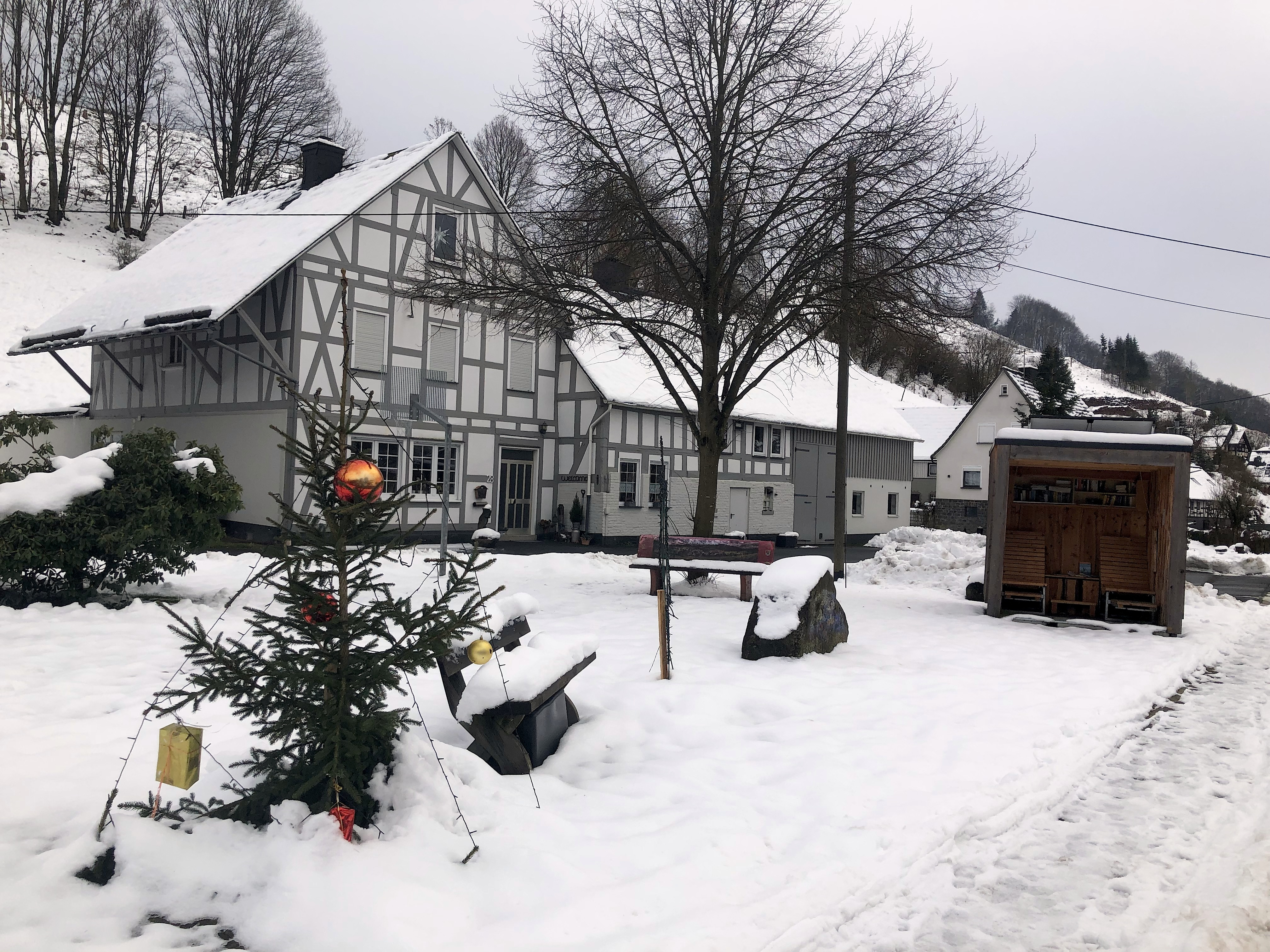
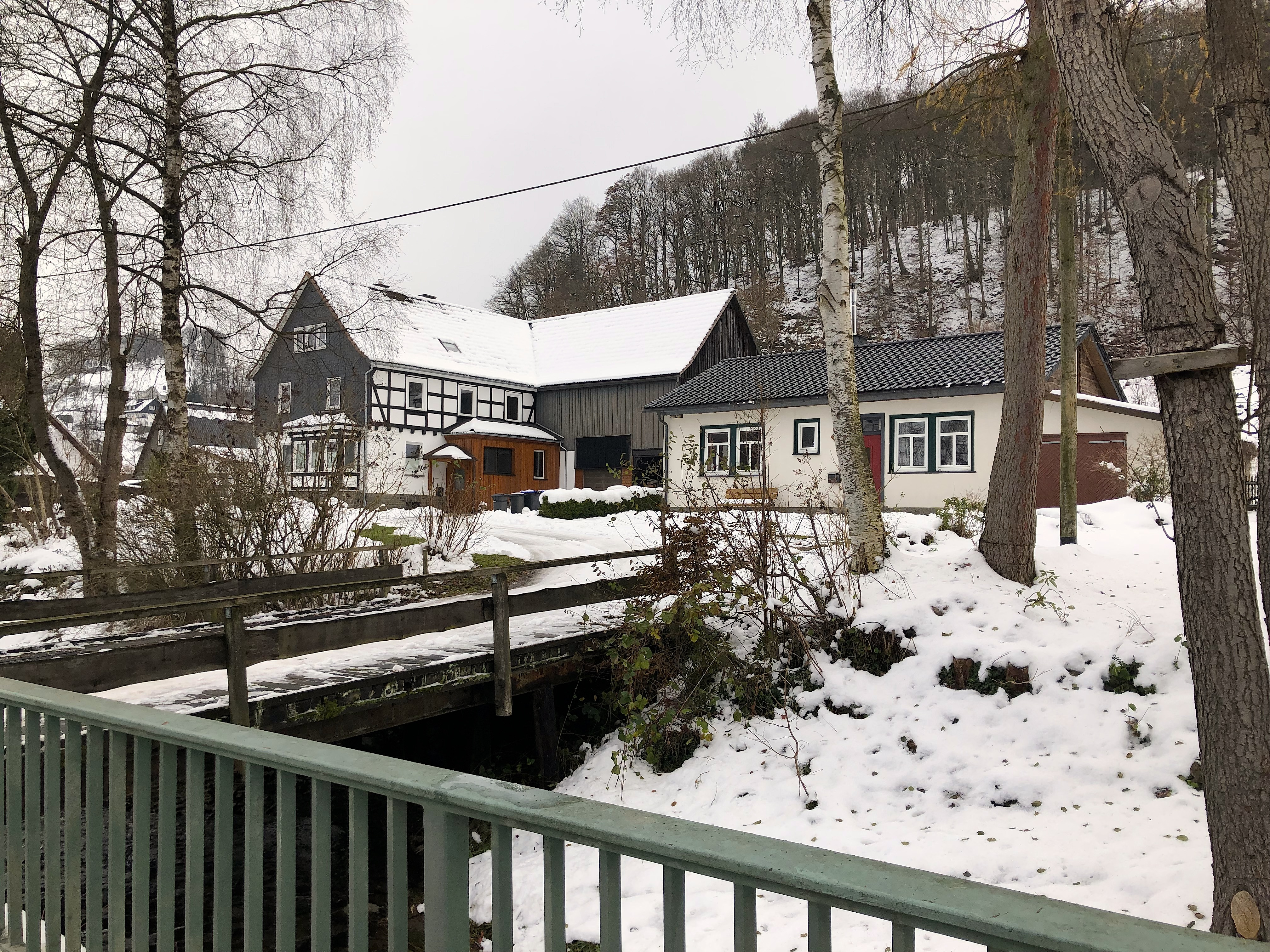

## Население
Статистика изменения численности населения:
- 1961: 334 жителя[4]
- 1970: 331 житель[4]
- 1974: 338 жителей[5]
- 2002: 330 жителей
- 2011: 284 жителя
- 2023: 253 жителя

## Религия

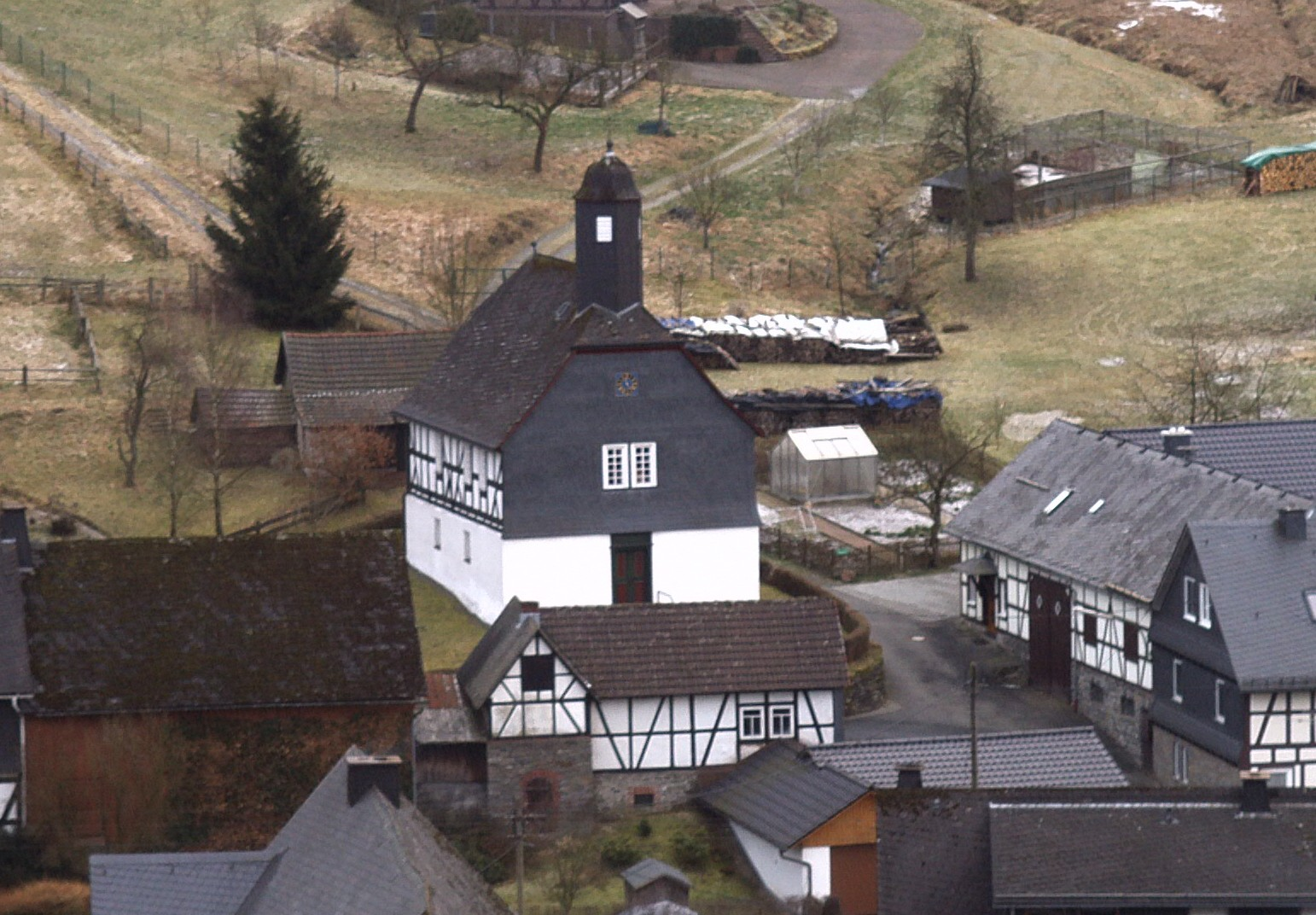
Церковь-часовня Алертсхаузена

Первое документальное упоминание о реформаторской часовне в Алертсхаузене относится к 23 марта 1558 года, где она упоминается в списке церквей в „Ампте Рушайн“ (Рихштайн). Первый полностью сохранившийся отчет о деятельности часовни Алертсхаузена датирован 1655 годом.
Точно неизвестно, как часто в Алертсхаузене проходили службы. Поскольку пастор Эльзоффа, как и сегодня, должен был присматривать за общиной часовни в Беддельхаузене, его деятельность в Алертсхаузене будет ограничена служением один раз в месяц. В 1669 году из-за болезни пастора службы вообще не проводились. В результате не было ни сбора, ни раздачи милостыни. С тех пор в Алертсхаузене проводятся только службы причастия. Популярными датами были Новый год, Пасха и Пятидесятница, но особенно Рождество.
Кладбище в Алертсхаузене находилось рядом с часовней до 1871 года. В том году было открыто новое кладбище «им Нойлинг» из соображений экономии деревенского пространства.
Большое значение для церковной жизни Алертсхаузена имели 1672–1674 годы, когда было решено приобрести церковный колокол. Колокол был куплен у еврейского купца в Халленберге и отлит во Фрицларе. Поскольку оплата не была вовремя оформлена, в Халленберге состоялось судебное заседание. Несмотря на все негативные  обстоятельства, в 1674 году колокол удалось вознести в специально построенную колокольню при часовне.
В то время не было такого социального обеспечения для пожилых людей, как мы знаем его сегодня. Служба заботы о бедных была задачей общины часовни. Финансовой основой был доход во время службы в мешке для пожертвований. Раздача милостыни обычно была очень скудной из-за небольшого количества жертв. Получателями этой милостыни были вдовы и больные. Средства распределялись конкретно между отдельными лицами, когда возникали проблемы, такие как болезни или пожары.
За 1709-1712 годы в счетах не числятся расходы на бедных и нуждающихся, предположительно потому, что в часовне нужно было произвести капитальный ремонт. Наиболее распространенными работами, которые приходилось выполнять в часовне, были уход за стеной церковного двора и ремонтные работы на крыше часовни. Ляйендекер (каменщик-кровельщик) был самым занятым мастером в здании. В 1802 году часовню пришлось снести из-за ветхости и заменить её новой постройкой. С 18 ноября 1983 года часовня числится памятником архитектуры.

## Постоянные мероприятия
- „Пасхальный огонь – деревенская молодежь“ (Village Youth). Проводится в Великую субботу.
- „Защита от брызг“ – добровольная пожарная команда (городские юношеские игры).Проводится на летних каникулах.
- „В поисках Короля Медведей“ (Village Youth) — во 2-е выходные августа.
- „Медвежий танец“ (Village Youth) — 27 декабря.

## Галерея 2

Виды Алертсхаузена с разных направлений
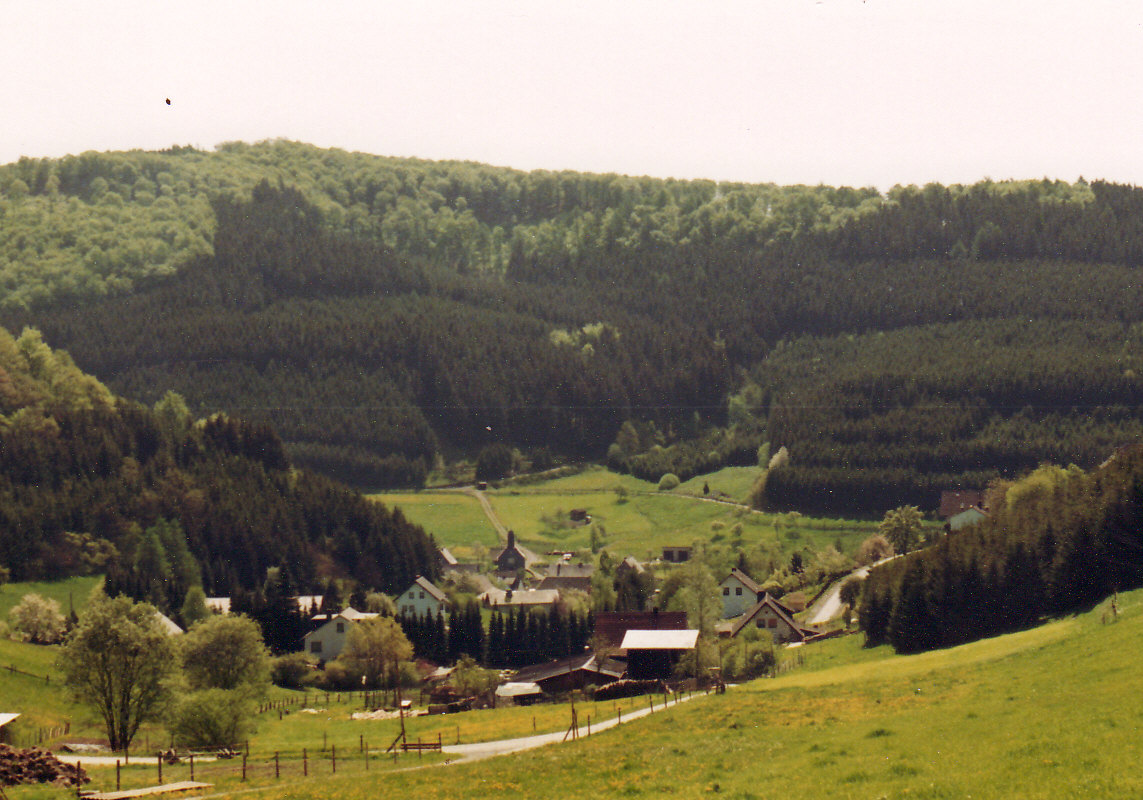
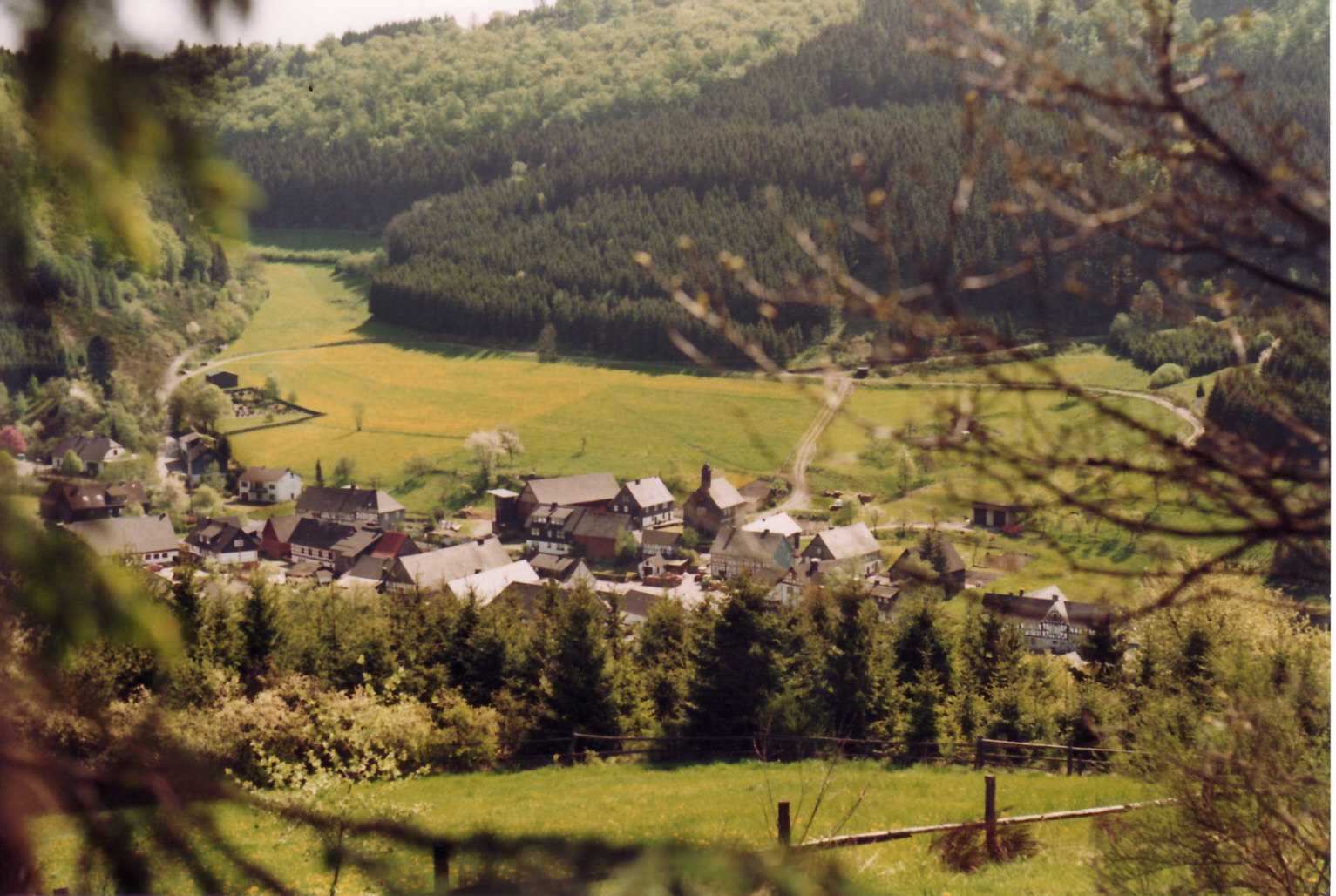
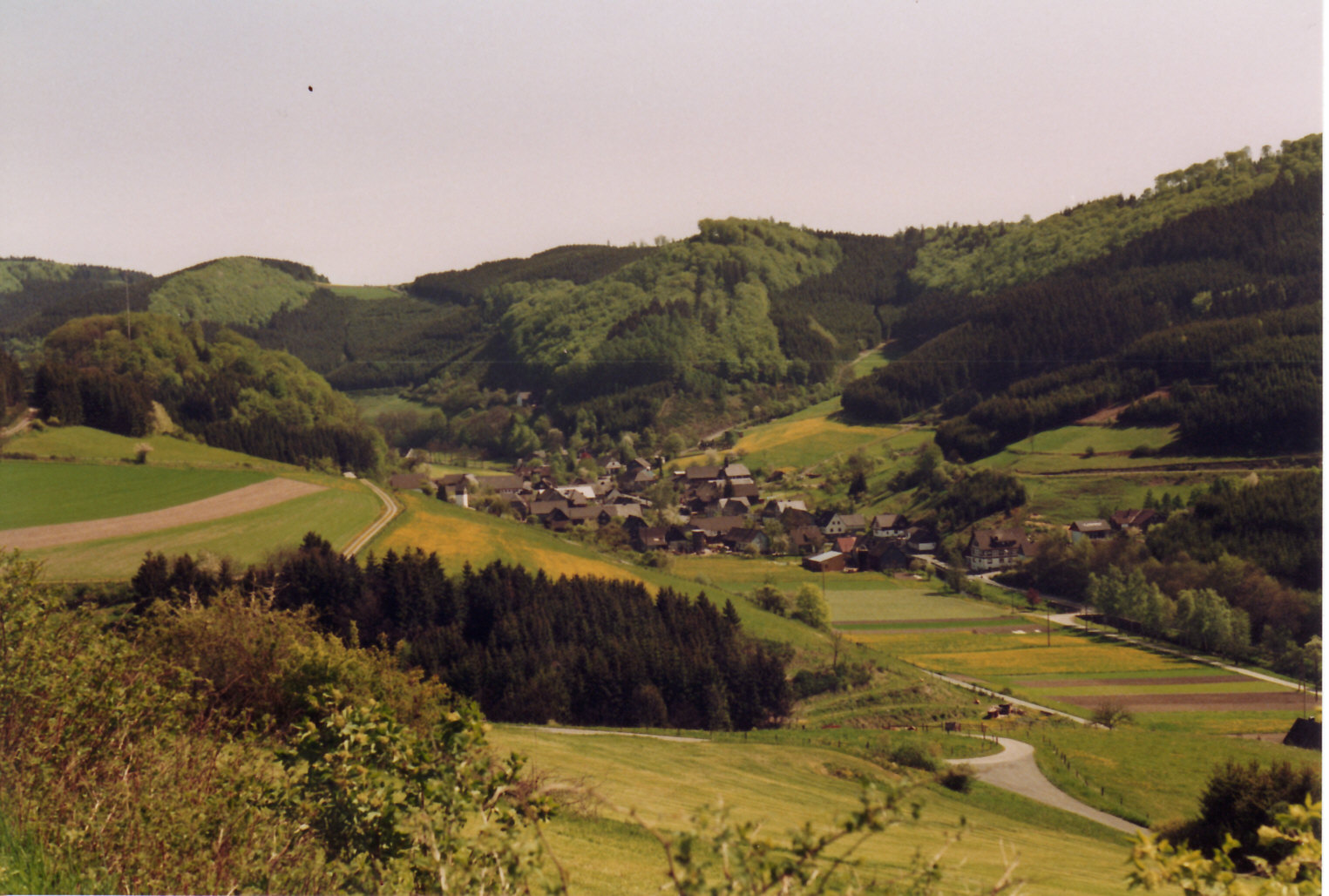
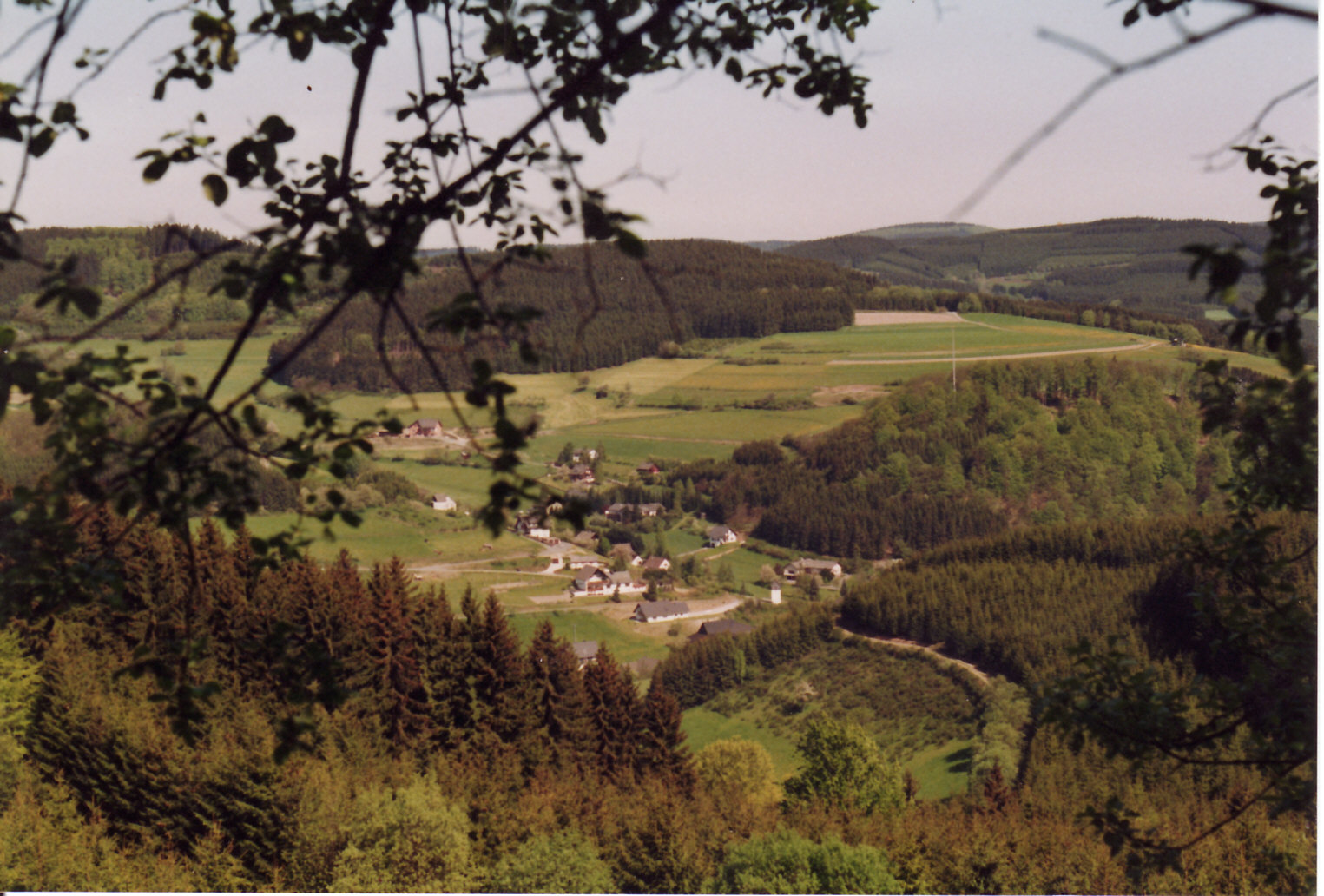